# ホーエル (DD-533)
ホーエル (USS Hoel, DD-533) は、アメリカ海軍の駆逐艦。フレッチャー級駆逐艦の1隻。艦名は南北戦争中のビックスバーグの包囲戦で戦功を挙げたウィリアム・R・ホーエル中佐にちなむ。

## 艦歴

### 1943年
「ホーエル」はサンフランシスコのベスレヘム造船で1942年6月4日に起工し、12月19日にホーエル中佐の孫娘であるチャールズ・ブンカー・クレーン・ジュニア夫人によって進水。艦長ウィリアム・ドウ・トーマス中佐の指揮の下1943年7月19日に就役する。

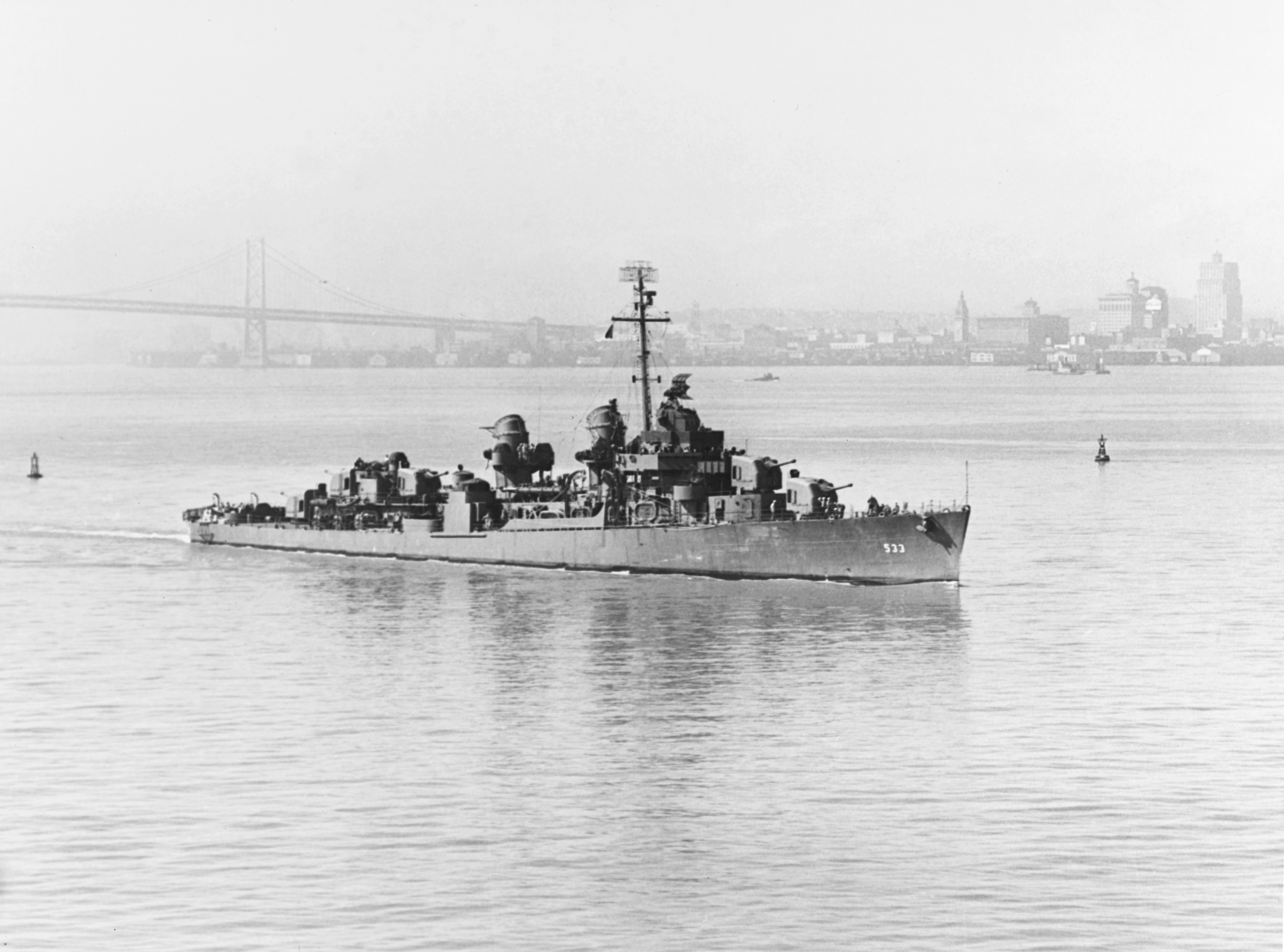
1944年6月、ゴールデン・ゲート・ブリッジを背景にサンフランシスコ湾を航行する「ホーエル」。

就役後、「ホーエル」は8月16日にサンフランシスコ湾を出港してサンディエゴに向かったが、その道中で慣熟訓練と7発の爆雷を使って結果が判明していなかった水中音響の聴取テストを実施した。実戦に向けた最終的な改修のため9月17日からメア・アイランド海軍造船所に入り、改修作業終了後の10月26日に第47駆逐隊に編入されて輸送船団に加わり、サンフランシスコを出港。10月31日に真珠湾に到着後、第47駆逐隊司令A・O・クック大佐は旗艦を「ヒーアマン (USS Heermann, DD-532) 」から「ホーエル」に移した。間もなく、「ホーエル」は第5艦隊（レイモンド・スプルーアンス中将）に編入されてリッチモンド・K・ターナー少将が率いる第52任務部隊に属することとなり、ギルバート諸島奪取のガルヴァニック作戦に参加することとなった。作戦に際し、ヘンリー・M・ムリニクス少将率いる第52.3任務群の3隻の護衛空母「リスカム・ベイ (USS Liscome Bay, CVE-56) 」「コーラル・シー (USS Coral Sea, CVE-57) 」および「コレヒドール (USS Corregidor, CVE-58) 」を駆逐艦「モリス(USS Morris, DD-417)」「フランクス (USS Franks, DD-554)」「ヒューズ(USS Hughes, DD-410) 」および掃海艇「リヴェンジ(USS Revenge, AM-110) 」とともに護衛する。
11月10日、第52.3任務群は真珠湾を出撃し、マキン環礁に向かう。11月20日早暁、第52.3任務群は「ベビー空母（baby flattops）」と通称された攻撃隊を発進させてマキンを空襲させ、マキンの戦いは始まった。続く3日間、第52.3任務群は艦載機をもってマキンに上陸したラルフ・C・スミス陸軍少将の第27歩兵師団の支援にあたる。海と空からの攻撃でマキンの日本軍拠点は次々と破られていった。しかし、11月24日早朝、日本海軍の潜水艦「伊175」が第52.3任務群に接近し、魚雷を発射して「リスカム・ベイ」に命中させる。逸れた2本目の魚雷は「コーラル・シー」をかすめ去るのが目撃された。「リスカム・ベイ」は大爆発を起こし、「ホーエル」は「リスカム・ベイ」から立ち上る300メートルほどの煙を目撃した。「リスカム・ベイ」は炎と赤く焼けただれた部品を吹き上げたあと23分で沈没し、ムリニクス少将やリスカム・ベイ艦長アーヴィング・D・ウィルトジー大佐ら642名が艦と運命を共にした。「ホーエル」ら第52.3任務群の駆逐艦は272名の生存者を救助した。翌11月25日夕刻、第52任務部隊は日本機の空襲を受け、日本機はパラシュート付の照明弾を投下して魚雷を13本発射したが、第52任務部隊は巧みな回避運動で被害を一つも受けなかった（ギルバート諸島沖航空戦）。
第52.3任務群は11月27日にマキン沖を離れ、「ホーエル」はアベママ島攻略部隊に編入される。翌朝、「ホーエル」はターナー少将の任務部隊本体に合流し、12月1日にタラワから8キロ離れた沖合に到着し、環礁外で対潜哨戒に従事した。2日後、戦艦「テネシー (USS Tennessee, BB-43) 」と輸送船団を護衛して真珠湾に向かい、12月11日に到着。3日後の12月14日、クック大佐は部隊旗艦を「ホーエル」から駆逐艦「マッコード(USS McCord, DD-534) 」に移した。

### 1944年
来るクェゼリンの戦いに備え、「ホーエル」は第5水陸両用戦部隊との訓練に励んだ。1944年1月21日、ターナー少将の水陸両用部隊の予備部隊である第51.1任務群を護衛して真珠湾を出撃し、1月31日にクェゼリン環礁沖に到達して上陸作戦を支援した。次いで環礁の南側に移って火力支援部隊のレーダーピケット艦となった。クェゼリンの占領が宣言された2月6日には駆逐艦「ミラー(USS Miller, DD-535) 」とともに、太平洋艦隊司令長官チェスター・ニミッツ大将のロイ＝ナムル島方面の視察に同行した。
クェゼリン戦のあとに第51任務部隊と第53任務部隊が合流して第51任務部隊に統一されたあと、「ホーエル」は第3火力支援部隊、第51.17.3任務隊に属してエニウェトクの戦いに参加する。1944年2月17日の早朝、ホーエルは重巡洋艦「ポートランド (USS Portland, CA-33) 」とともにエニウェトク環礁中のメリレン島（パリー島）とジャプタン島に対して艦砲射撃を行う。また、不時着水した重巡「インディアナポリス (USS Indianapolis, CA-35) 」所属の偵察機を救助して、パイロットを送還させた。「ホーエル」はその艦砲をもってメリレン島の浜辺にあったいくつかの小舟を粉砕し、島内部の日本軍拠点に対して濃厚な制圧砲撃を行う。午後には周辺の2つの島の制圧を行ったあと、待機位置に下がった。2月18日のホーエルは日本軍の移動を妨害且つ監視する行動に終始し、夜には海岸やサンゴ礁を照射して夜闇に乗じた移動の監視を行う。2月19日に上陸作戦が行われ、ホーエルはその支援射撃にあたった。2月21日には駆逐艦「フェルプス(USS Phelps, DD-360) 」とともに環礁内に奥深く入り、2月26日には駆逐艦「ヘイゼルウッド (USS Hazelwood, DD-531) 」も加わって、3隻で上陸部隊の戦闘監督の任に就いた。エニウェトクの占領後の3月4日、ホーエルは攻撃輸送艦「カンブリア(USS Cambria, APA-36) 」に戦闘監督の役目を譲り、修理のためマジュロに向かって2日後に到着した。

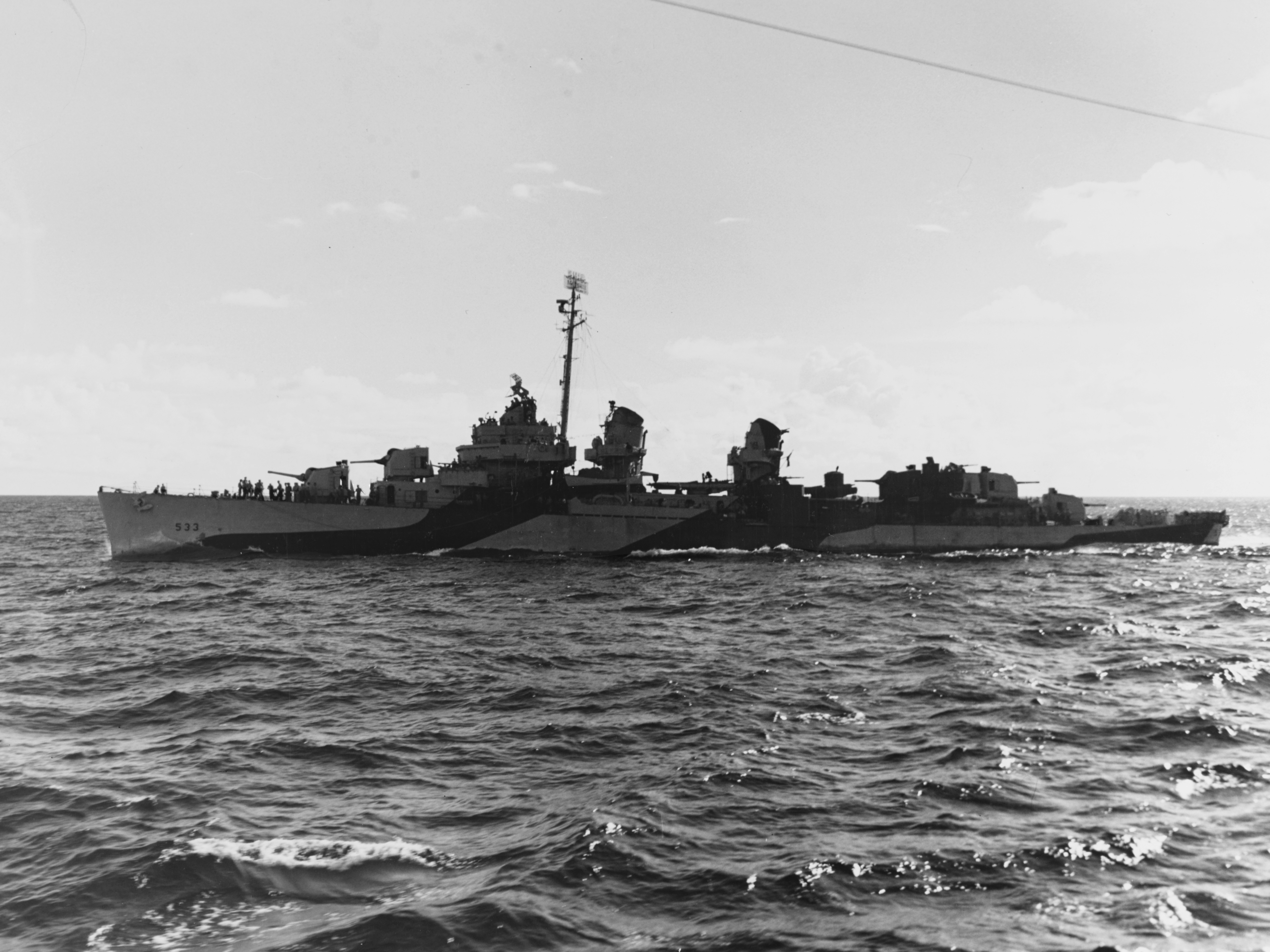
1944年8月10日、護衛空母「クェゼリン」から撮影された「ホーエル」。迷彩塗装（メジャー32迷彩デザインD1）が施されている。

「ホーエル」は他の2隻の駆逐艦とともに第47駆逐隊を編成し、第3艦隊（ウィリアム・ハルゼー大将）に移ることとなり、3月18日にツラギ島パーヴィス湾に回航される。翌3月19日に第39任務部隊（アーロン・S・メリル少将）に加わってパーヴィス湾を出撃し、3月20日からのエミラウ島の無血占領に参加。3月25日に駆逐艦「トラセン (USS Trathen, DD-530) 」および「ジョンストン (USS Johnston, DD-557) 」と合流して、第47駆逐隊として初めて隊伍を組むこととなった。3月26日、「ホーエル」はニューハノーバー島ボティアンゲン岬から南東の海域を哨戒中に日本軍の水上倉庫を発見して破壊し、翌日には1.2メートルほどのカヌーを捕獲したが、カヌーには貴重な情報が記載されていた文書が放置されており、これも押収した。夜に入り、潜水艦と思しき物体を探知したため、爆雷を4発投下。その後はエミラウ島行の輸送船団の護衛のため、4月8日にパーヴィス湾に帰投した。
パーヴィス湾に帰投後の4月14日、「ホーエル」は第12巡洋艦部隊（R・W・ヘイラー少将）に編入され、8月14日まで訓練と輸送船団護衛に従事。8月14日に第3水陸両用部隊に名を連ね、パラオ攻撃の準備を行う。8月24日からは護衛空母「キトカン・ベイ (USS Kitkun Bay, CVE-71) 」をエスピリトゥサント島からパーヴィス湾まで護衛し、9月8日からはW・D・サンプル少将の護衛空母群とともにパラオ近海に到達し、ペリリューの戦いの支援を行った。支援のさ中、ホーエルは不時着した護衛空母「オマニー・ベイ (USS Ommaney Bay, CVE-79) 」所属機のクルーを発見して救助し、護衛空母「マーカス・アイランド (USS Marcus Island, CVE-77) 」に後送した。10月1日には未知の潜水艦を探知して3発の爆雷を投下した。

### サマール沖海戦
パラオ戦のあと、「ホーエル」はマヌス島ゼーアドラー湾に後退。第77.4任務群（トーマス・L・スプレイグ少将）に編入され、10月12日にゼーアドラー湾を出撃してレイテ島を目指す。第77.4任務群は護衛空母、駆逐艦および護衛駆逐艦で構成されており、「スリー・タフィ」と呼称される3つの任務隊に分かれてレイテ島の戦いの支援を行うこととなっていた。10月18日、「スリー・タフィ」はサマール島沖で支援作戦を開始した。
「ホーエル」はクリフトン・スプレイグ少将の「タフィ3」第77.4.3任務隊に属し、4隻の護衛空母と他の2隻の駆逐艦「ヒーアマン」と「ジョンストン」で構成されていたが、のちにラルフ・A・オフスティ少将から2隻以上の護衛空母と4隻の護衛駆逐艦「デニス(USS Dennis, DE-405)」「ジョン・C・バトラー(USS John C. Butler, DE-339)」「レイモンド (USS Raymond, DE-341) 」および「サミュエル・B・ロバーツ (USS Samuel B. Roberts, DE-413) 」が増援された。
1944年10月25日の朝、「タフィ3」はサマール島の北東海域で行動中であり、「タフィ2」（第77.4.2任務群。フェリックス・スタンプ少将）はレイテ湾近くを、「タフィ1」（第77.4.1任務群。トーマス・L・スプレイグ少将直卒）はレイテ湾口から240キロ南東をそれぞれ行動中であった。C・スプレイグ少将は、ハルゼー大将の第3艦隊中の第38任務部隊（マーク・ミッチャー中将）が北方を守っていると信じていたので、6時45分に栗田健男中将率いる第二遊撃部隊が対空射撃をしながら接近してくるのを発見したとき、大いに狼狽した。「タフィ3」は3分以内に4隻の戦艦、6隻の重巡洋艦、2隻の軽巡洋艦および11隻の駆逐艦からの猛攻にさらされることとなった。
「ジープ空母」と「ブリキ缶」からなる小艦隊が大艦隊から生き残るチャンスは、自らの存亡の前に助太刀が来ることを信じて、とにかく南に逃走することであった。護衛空母は可能な限りの航空機を発進させてレイテ湾をめざし、「ホーエル」「ヒーアマン」と「ジョンストン」は煙幕を張って「ベビー空母」を圧倒的な栗田艦隊から覆い隠そうと無我夢中で駆けずり回った。7時6分、折からのスコールも「タフィ3」を守ってくれないと悟ったC・スプレイグ少将は、駆逐艦に反転して栗田艦隊に立ち向かうよう命じる。「ホーエル」は即座に、約16.5キロの最も至近距離にいた戦艦「金剛」と重巡洋艦「羽黒」に立ち向かっていった。「金剛」の36センチ砲の射程内を突き進んだ「ホーエル」は、距離12.8キロで5インチ砲の発砲を開始し、次いで彼我の距離が8.2キロになった時点で「羽黒」に対して魚雷を5本発射。魚雷は「羽黒」の前をかすめ去り、後方を進んでいた「金剛」は目ざとく魚雷を発見して北方に回避する。魚雷は「金剛」を「タフィ3」から一時的に遠ざけたものの、「ホーエル」は間もなく重巡洋艦から猛打を浴び、マーク37射撃指揮装置、機関室、艦橋、レーダー、操舵装置に被弾して人力操舵に切り替え、残りの魚雷を重巡洋艦に対して発射。5.5キロ離れた「羽黒」のあたりに水柱が立ったのを見て命中したと判断されたものの、「羽黒」に魚雷が命中した記録はなく、錯覚であった。
「ホーエル」は半身不随であり、「金剛」との距離は約7.3キロ、羽黒など重巡洋艦からの距離は約6.4キロであり、スコールから抜け出して残存の2基の5インチ砲で最後の反撃を試みた。そのうちの1発は第二水雷戦隊（早川幹夫少将）の旗艦である軽巡洋艦「能代」に命中した。しかし、すでに40発以上の命中弾を受けていた「ホーエル」は死に体であり、重巡洋艦からのものと思われる20センチ砲弾が機関室に命中した時点で、ついにその動きを止めた。この砲弾は戦艦「大和」の副砲弾という説もある。艦長のレオン・S・キンツバーガー中佐は総員退艦を令し、生き残った乗組員は艦を順次離れていった。8時55分、「ホーエル」は横転して沈没していった。
駆逐艦「磯風」操舵員の証言によると、「磯風」は沈没寸前の「ホーエル」に接近。前田實穂中佐（磯風駆逐艦長）は砲撃を命令し、機銃員が生存者に照準を合わせた。「磯風」乗員は日本兵生存者を機銃掃射で殺戮する鬼畜米兵に恨みを抱いており、報復の美酒に酔った顔で見守ったが、結局前田艦長は良心に従い攻撃中止を命じたので乗員は黙って拳を握り締めたという。ただし同じ「磯風」操舵員がもっと古い時期に発表した証言によれば、「磯風」は沈没寸前の敵駆逐艦（艦名不詳）と遭遇したが、敵兵が全て逃げ出した無人の艦だったので発砲しなかっただけで、日頃の鬱憤を晴らすべく「左砲戦」「撃てっ！」と命令を出した前田艦長や、「誰もいないではないか」と呟いた砲術科の兵曹を始め、磯風艦内は誰しもが泳ぎ逃げまとう敵兵を救助どころか蹴散らしたい気持ちだったという。
「ホーエル」の乗組員のうち、生存者はキンツバーガー艦長以下89名のみであり、残り253名は艦とともに沈んでいった。負傷者のうち、15名も後刻落命した。キンツバーガー艦長は「ホーエル」の追悼碑に、次のように記した。「自らの艦が沈みゆくその時まで乗組員は冷静かつ効率的に割り当てられた己の職務をよく遂行し、その結果、非常に優れたチームワークが発揮できることを完全に認識した。」。生還したキンツバーガー艦長は海軍十字章とパープルハート章を受章し、少将に昇進して1983年に73歳で亡くなった。

## 栄典
「ホーエル」は第二次世界大戦の戦功で5個の従軍星章と大統領殊勲部隊章、フィリピン政府からフィリピン政府殊勲部隊章を受章した。

## その他
1944年4月21日起工していたギアリング級駆逐艦の1隻が本艦の戦没後、艦名を受け継ぎ「ホーエル (USS Hoel, DD-768) 」と命名された。しかしながら、日本の降伏後「ホーエル」は余剰となったため、1946年9月13日に建造中止・除籍となり船台上で解体された。その後、新たにチャールズ・F・アダムズ級ミサイル駆逐艦「ホーエル (USS Hoel, DDG-13) 」が1962年6月16日に就役し、1990年10月1日の退役まで運用された。

### サイト
- “DD-533 Hoel” (チェコ語). Naval War in Pacific 1941 - 1945.   valka.cz. 2012年12月20日閲覧。

### 印刷物
- 井上理二『あゝ海軍特年兵 ある青春の死線彷徨』光人社、1972年6月。
- 井上理二『駆逐艦磯風と三人の特年兵』光人社、1999年9月。ISBN 4-7698-0935-2。
- 木俣滋郎『日本戦艦戦史』図書出版社、1983年。
- 木俣滋郎『日本水雷戦史』図書出版社、1986年。
- 『世界の艦船増刊第43集　アメリカ駆逐艦史』、海人社、1995年。
- M.J.ホイットレー『第二次大戦駆逐艦総覧』岩重多四郎（訳）、大日本絵画、2000年。ISBN 4-499-22710-0。
- Cox, Robert Jon (2010). The Battle Off Samar: Taffy III at Leyte Gulf (5th Edition). Agogeebic Press, LLC. ISBN 0-9822390-4-1
- この記事はアメリカ合衆国政府の著作物であるDictionary of American Naval Fighting Shipsに由来する文章を含んでいます。 記事はここで閲覧できます。